# Julia Maesa

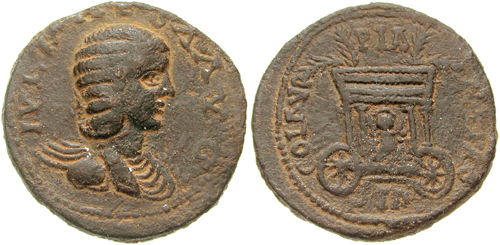
Münzporträt der Julia Maesa

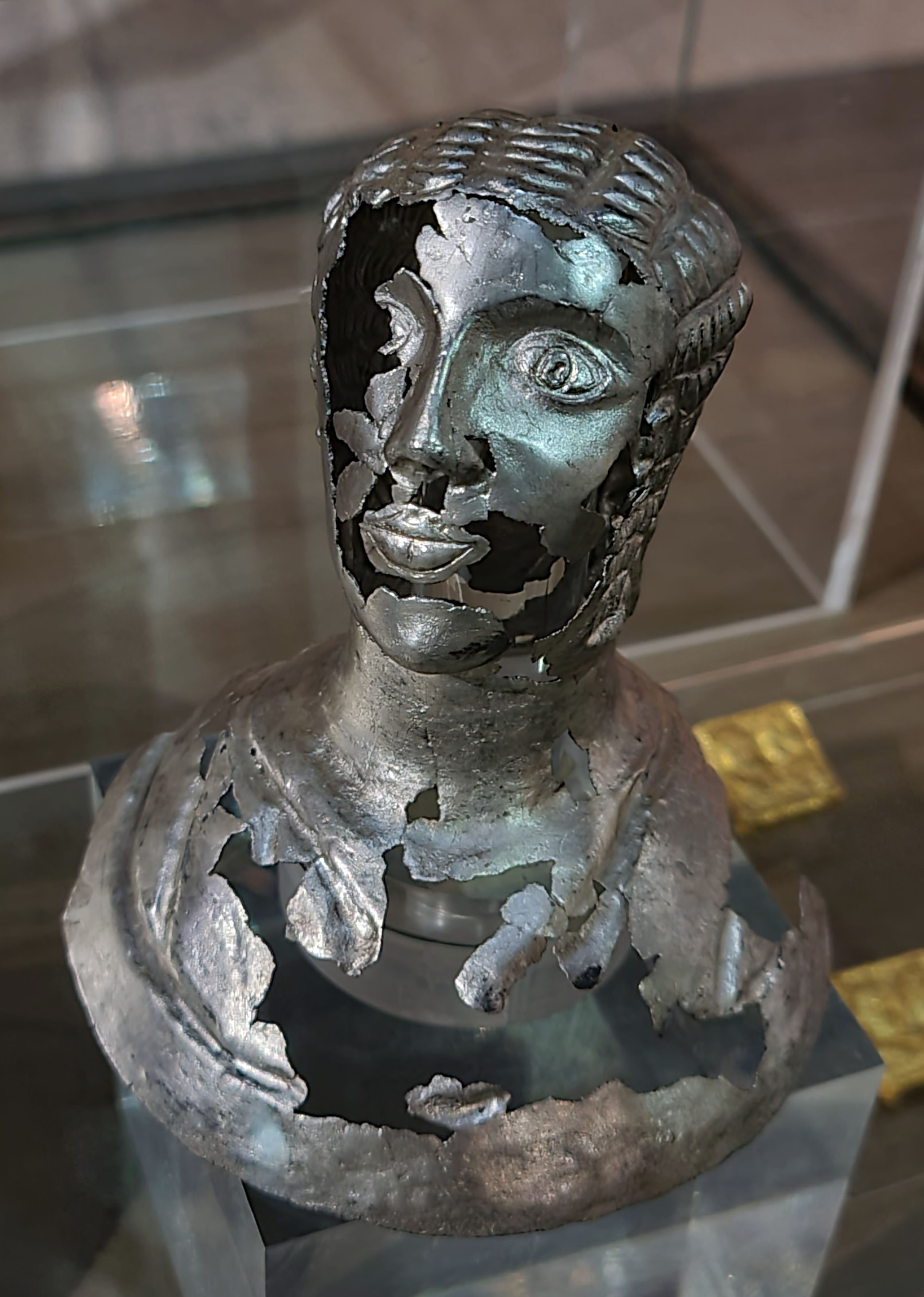
Büste von Julia Maesa, Silber, Nationales Geschichtsmuseum, Sofia.

Julia Maesa (lateinisch Iulia Maesa, altgriechisch Ἰουλία Μαῖσα Ioulia Maisa; † wohl um 224/225 in Rom) war die Schwägerin des römischen Kaisers Septimius Severus (193–211) und Großmutter der Kaiser Elagabal (218–222) und Severus Alexander (222–235). Nach dem Aussterben der Nachkommenschaft des Septimius Severus im Jahr 217 verhalf sie ihren beiden Enkeln nacheinander zur Kaiserwürde und sorgte damit für den Fortbestand der Dynastie der Severer. Da Elagabal und Severus Alexander beim Regierungsantritt noch Jugendliche waren, übte sie erheblichen Einfluss aus. Beim gewaltsamen Herrschaftswechsel 222, als Elagabal gestürzt und ermordet und durch seinen Vetter Severus Alexander ersetzt wurde, spielte Julia Maesa zusammen mit ihrer Tochter Julia Mamaea eine maßgebliche Rolle. In dieser Krise gelang ihr unter schwierigen Verhältnissen die Stabilisierung der Herrschaft ihrer Familie.

## Leben

### Herkunft
Maesa stammte aus einer sehr reichen und angesehenen Familie der syrischen Stadt Emesa, dem heutigen Homs. In dieser Familie war das Amt des Oberpriesters des Sonnengottes Elagabal erblich. Maesas Vater Julius Bassianus hat dieses Amt ausgeübt. Der Elagabal-Kult spielte im religiösen Leben der Emeser eine zentrale Rolle.

### Verschwägerung mit der Kaiserfamilie

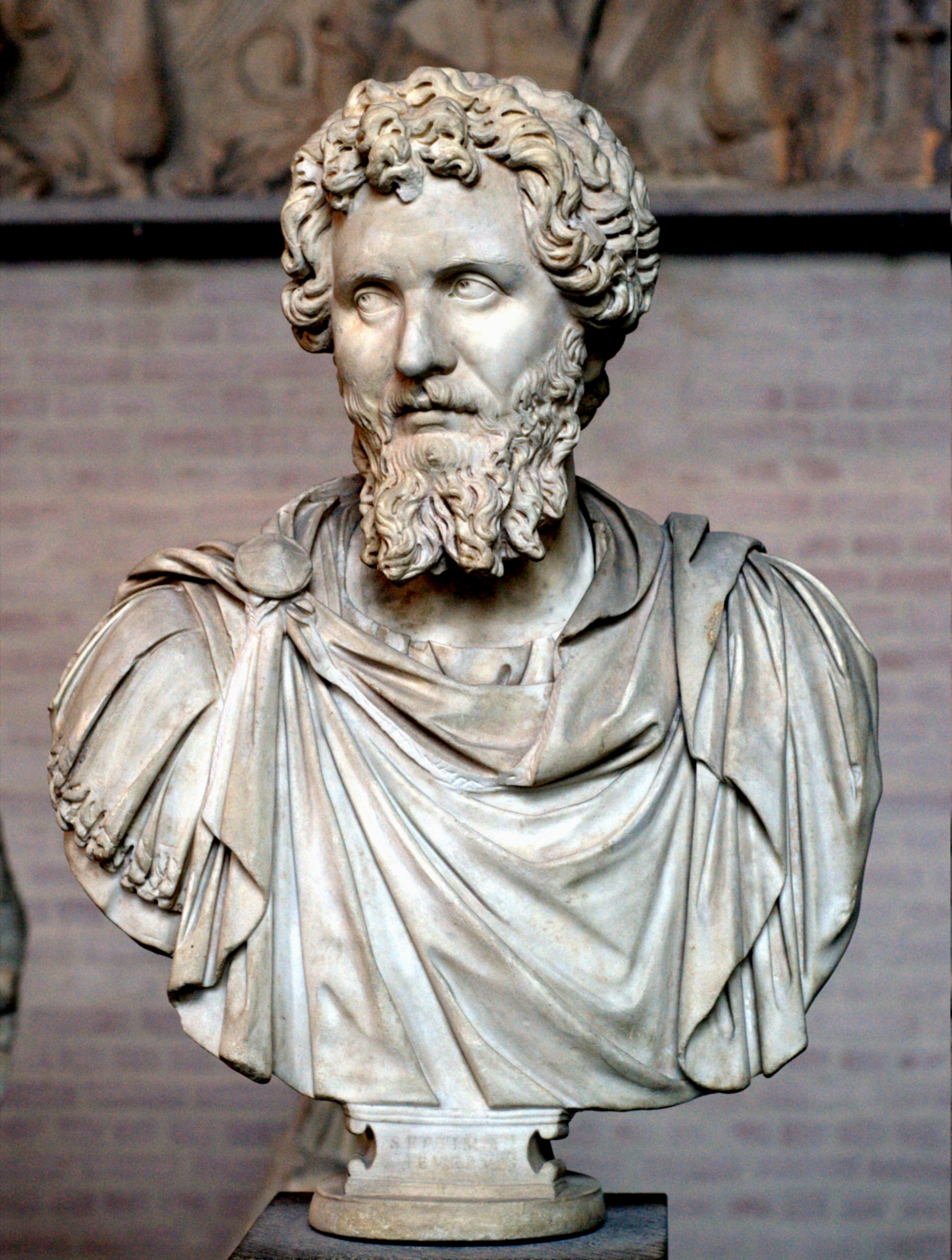
Büste des Septimius Severus
Glyptothek, München

Im Jahr 187 heiratete der Afrikaner Septimius Severus, der damals Statthalter der Provinz Gallia Lugdunensis war, Maesas Schwester Julia Domna. In den Wirren des „zweiten Vierkaiserjahrs“ 193 wurde Severus in Oberpannonien, wo er damals als Statthalter amtierte, von seinen Truppen zum Kaiser ausgerufen. Italien konnte er schnell einnehmen, in den folgenden Jahren setzte er sich in Bürgerkriegen gegen seine Rivalen durch.
Mit dem Herrschaftsantritt des Severus gelangte auch die Sippe seiner Schwägerin ins Zentrum der Macht. Maesa verbrachte die Regierungszeit des Septimius Severus (193–211) und die seines Sohnes und Nachfolgers, ihres Neffen Caracalla (211–217), im Kaiserpalast in Rom oder in der Umgebung ihrer oft reisenden kaiserlichen Schwester Julia Domna. Sie war mit dem Syrer Gaius Julius Avitus Alexianus verheiratet und hatte zwei Töchter; die ältere hieß Julia Soaemias, die jüngere Julia Mamaea. Avitus stammte aus dem Ritterstand. Schon bald nach seiner Machtübernahme sorgte Severus dafür, dass der Gatte seiner Schwägerin Maesa in den Senat aufgenommen wurde. Später wurde Avitus Statthalter der Provinz Raetia. Um 198/200 war er Suffektkonsul. 208–211 nahm er am Britannienfeldzug des Kaisers teil. Unter Caracalla war er erst Statthalter der Provinz Dalmatia, dann Proconsul der Provinz Asia.

### Aufstieg zur Macht
Am 8. April 217 wurde Caracalla von Verschwörern aus persönlichen Gründen ermordet. Nachfolger wurde sein am Mordkomplott beteiligter Prätorianerpräfekt Macrinus. Damit war die Dynastie der Severer entmachtet. Bald darauf nahm sich Julia Domna das Leben. 217/218 starb auch Avitus in hohem Alter. Macrinus, der sich in Syrien aufhielt, misstraute den Angehörigen seines Vorgängers. Auf seinen Befehl hin musste sich Maesa aus Rom in ihre syrische Heimat zurückziehen. Ihren gesamten Besitz durfte sie behalten.
Mit dem kinderlosen Caracalla waren die Nachkommen des Septimius Severus ausgestorben, aber die Soldaten trauerten der alten Dynastie nach, und Macrinus war unbeliebt. Diese Situation bot Maesa eine Chance, ihrer eigenen Nachkommenschaft die Kaiserwürde zu verschaffen, obwohl sie mit dem Dynastiegründer Septimius Severus nicht blutsverwandt, sondern nur verschwägert war. Dabei kam ihr zustatten, dass sie über ein großes Vermögen verfügte. Ihr Umfeld begann gegen Macrinus zu agitieren. Der vierzehnjährige Sohn ihrer älteren Tochter Julia Soaemias, Varius Avitus (Elagabal), wurde als unehelicher Sohn Caracallas ausgegeben; sein wirklicher Vater, der Gatte der Julia Soaemias, war 217 gestorben. Mit diesem Appell an die Loyalität zur Severerdynastie und mit der Aussicht auf großzügige Geldgeschenke aus dem Vermögen Maesas ließen sich die in der Nähe von Emesa stationierten Soldaten der Legio III Gallica zur Meuterei bewegen. Nach der Darstellung des zeitgenössischen Geschichtsschreibers Cassius Dio hat Maesa den Zeitpunkt, zu dem der Aufstand gegen Macrinus begann, nicht festgelegt, sondern wurde davon überrascht. Eine abweichende Schilderung bietet Herodian, der ebenfalls ein Zeitgenosse war; seinem Bericht zufolge hatte Maesa jederzeit die Fäden in der Hand. Die Rebellion breitete sich rasch aus. In Rom wurden Maesa und ihre Töchter und Enkel vom Senat zu Staatsfeinden erklärt.
Am 8. Juni 218 kam es in der Nähe von Antiocheia zur Entscheidungsschlacht, die chaotisch verlief, da es beiden Heeren an kompetenter Führung mangelte. Julia Maesa und Julia Soaemias waren auf dem Schlachtfeld anwesend. Cassius Dio berichtet, dass die Truppen des Macrinus zunächst die Oberhand hatten, aber Maesa und Soaemias die bereits fliehenden Soldaten Elagabals zum Standhalten bewegen konnten und so den Sieg ermöglichten. Macrinus versuchte zu entkommen, wurde aber gefangen und getötet.

### Rolle in der Regierungszeit Elagabals
|                         |                         |                         |                         |                         |                         |  |  |                           |                           |                           |                           | Julius Bassianus          |                           |  |  |             |             |             |             |             |             |  |  |                           |                           |                           |                           |                           |                           |  |  |  |  |  |  |  |  |  |  |  |  |  |  |  |  |  |  |  |  |  |  |  |  |
|                         |                         |                         |                         |                         |                         |  |  |                           |                           |                           |                           |                           |                           |  |  |             |             |             |             |             |             |  |  |                           |                           |                           |                           |                           |                           |  |  |  |  |  |  |  |  |  |  |  |  |  |  |  |  |  |  |  |  |  |  |  |  |
|                         |                         |                         |                         |                         |                         |  |  |                           |                           |                           |                           |                           |                           |  |  |             |             |             |             |             |             |  |  |                           |                           |                           |                           |                           |                           |  |  |  |  |  |  |  |  |  |  |  |  |  |  |  |  |  |  |  |  |  |  |  |  |
| Julius Avitus Alexianus | Julius Avitus Alexianus | Julius Avitus Alexianus | Julius Avitus Alexianus | Julius Avitus Alexianus | Julius Avitus Alexianus |  |  | Julia Maesa               | Julia Maesa               | Julia Maesa               | Julia Maesa               | Julia Maesa               | Julia Maesa               |  |  | Julia Domna | Julia Domna | Julia Domna | Julia Domna | Julia Domna | Julia Domna |  |  | Septimius Severus 193–211 | Septimius Severus 193–211 | Septimius Severus 193–211 | Septimius Severus 193–211 | Septimius Severus 193–211 | Septimius Severus 193–211 |  |  |  |  |  |  |  |  |  |  |  |  |  |  |  |  |  |  |  |  |  |  |  |  |
| Julius Avitus Alexianus | Julius Avitus Alexianus | Julius Avitus Alexianus | Julius Avitus Alexianus | Julius Avitus Alexianus | Julius Avitus Alexianus |  |  | Julia Maesa               | Julia Maesa               | Julia Maesa               | Julia Maesa               | Julia Maesa               | Julia Maesa               |  |  | Julia Domna | Julia Domna | Julia Domna | Julia Domna | Julia Domna | Julia Domna |  |  | Septimius Severus 193–211 | Septimius Severus 193–211 | Septimius Severus 193–211 | Septimius Severus 193–211 | Septimius Severus 193–211 | Septimius Severus 193–211 |  |  |  |  |  |  |  |  |  |  |  |  |  |  |  |  |  |  |  |  |  |  |  |  |
|                         |                         |                         |                         |                         |                         |  |  |                           |                           |                           |                           |                           |                           |  |  |             |             |             |             |             |             |  |  |                           |                           |                           |                           |                           |                           |  |  |  |  |  |  |  |  |  |  |  |  |  |  |  |  |  |  |  |  |  |  |  |  |
|                         |                         |                         |                         |                         |                         |  |  |                           |                           |                           |                           |                           |                           |  |  |             |             |             |             |             |             |  |  |                           |                           |                           |                           |                           |                           |  |  |  |  |  |  |  |  |  |  |  |  |  |  |  |  |  |  |  |  |  |  |  |  |
| Julia Soaemias          | Julia Soaemias          | Julia Soaemias          | Julia Soaemias          | Julia Soaemias          | Julia Soaemias          |  |  | Julia Mamaea              | Julia Mamaea              | Julia Mamaea              | Julia Mamaea              | Julia Mamaea              | Julia Mamaea              |  |  | Geta 211    | Geta 211    | Geta 211    | Geta 211    | Geta 211    | Geta 211    |  |  | Caracalla 211–217         | Caracalla 211–217         | Caracalla 211–217         | Caracalla 211–217         | Caracalla 211–217         | Caracalla 211–217         |  |  |  |  |  |  |  |  |  |  |  |  |  |  |  |  |  |  |  |  |  |  |  |  |
| Julia Soaemias          | Julia Soaemias          | Julia Soaemias          | Julia Soaemias          | Julia Soaemias          | Julia Soaemias          |  |  | Julia Mamaea              | Julia Mamaea              | Julia Mamaea              | Julia Mamaea              | Julia Mamaea              | Julia Mamaea              |  |  | Geta 211    | Geta 211    | Geta 211    | Geta 211    | Geta 211    | Geta 211    |  |  | Caracalla 211–217         | Caracalla 211–217         | Caracalla 211–217         | Caracalla 211–217         | Caracalla 211–217         | Caracalla 211–217         |  |  |  |  |  |  |  |  |  |  |  |  |  |  |  |  |  |  |  |  |  |  |  |  |
| Elagabal 218–222        | Elagabal 218–222        | Elagabal 218–222        | Elagabal 218–222        | Elagabal 218–222        | Elagabal 218–222        |  |  | Severus Alexander 222–235 | Severus Alexander 222–235 | Severus Alexander 222–235 | Severus Alexander 222–235 | Severus Alexander 222–235 | Severus Alexander 222–235 |  |  |             |             |             |             |             |             |  |  |                           |                           |                           |                           |                           |                           |  |  |  |  |  |  |  |  |  |  |  |  |  |  |  |  |  |  |  |  |  |  |  |  |

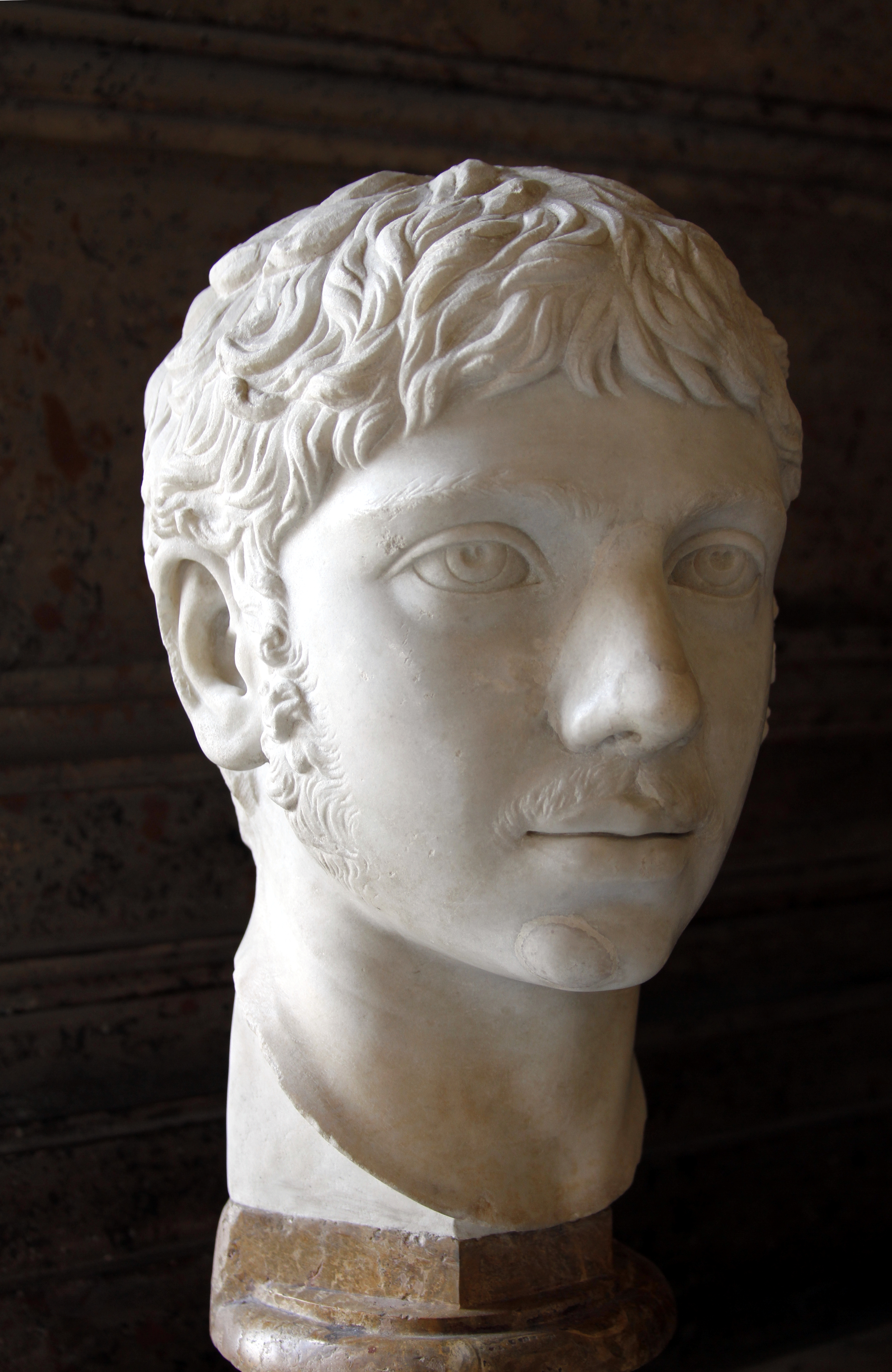
Elagabal
Kapitolinische Museen, Rom

Erst im Sommer 219 traf der neue Kaiser Elagabal mit seiner Mutter und Großmutter in Rom ein. Wegen seiner Jugend und weil er sich mehr für Religion als für Politik und Verwaltung interessierte, fiel die Besorgung der Regierungsgeschäfte in erster Linie Maesa zu. Obwohl sie selbst nie Kaiserin, sondern nur Großmutter des Kaisers war, erhielt Maesa den Titel Augusta, was eine außergewöhnliche Ehrung war. Julia Soaemias war ebenfalls Augusta, aber sie war vermutlich eher unpolitisch und nicht so ehrgeizig wie Julia Maesa, die ihr rangmäßig klar übergeordnet war. Maesa konnte aber nicht verhindern, dass sich der sehr eigenwillige Elagabal bald mit seinen orientalischen Sitten und seiner unbesonnenen Religionspolitik verhasst machte.
Die Dynastie hatte in Rom, wo Caracallas Tod im Senat bejubelt worden war, keinen eigenen Rückhalt und war völlig auf das Wohlwollen der dort stationierten Soldaten und Prätorianer angewiesen. Deren Loyalität war überlebensnotwendig; ein gewaltsamer Sturz der Dynastie wäre für alle Angehörigen der Kaiserfamilie lebensgefährlich gewesen, denn es musste damit gerechnet werden, dass ein neuer Machthaber alle Angehörigen seines Vorgängers umbringen würde. Daher war Maesa über den Missmut der Soldaten besorgt; sie erkannte die darin liegende Gefahr für ihre Herrschaft. Vergeblich hatte sie Elagabal von Anfang an Zurückhaltung und Rücksichtnahme auf die Erwartungen der Römer empfohlen. Nunmehr soll sie ihn sogar gehasst haben.

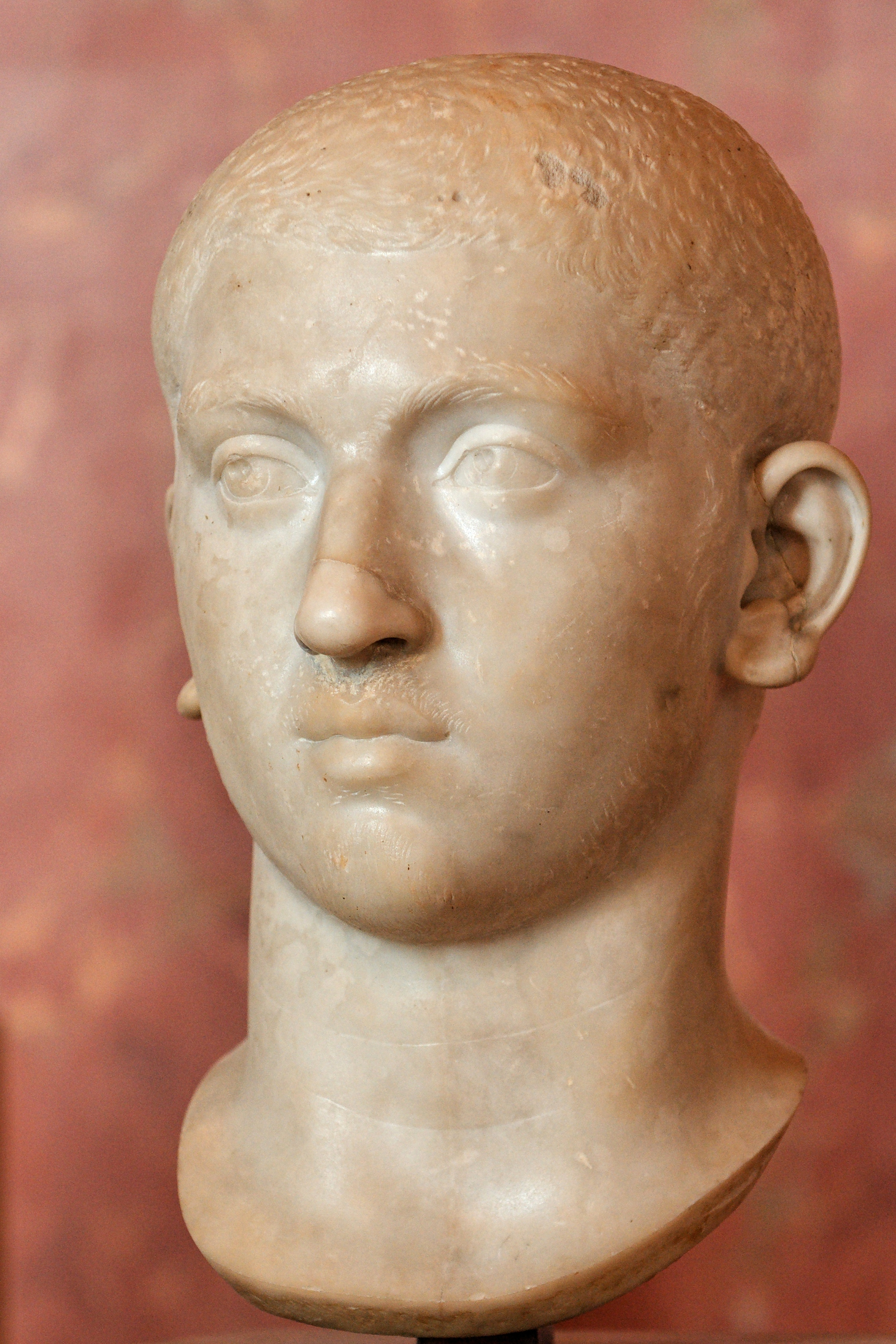
Büste des Severus Alexander im Louvre

Da die Situation auf eine Katastrophe zusteuerte, beschloss Maesa ihren regierenden Enkel zu opfern. Sie begann zusammen mit ihrer jüngeren Tochter Julia Mamaea deren jugendlichen Sohn Severus Alexander als Nachfolger Elagabals aufzubauen. Auch er wurde als unehelicher Sohn Caracallas ausgegeben. Elagabal musste ihn adoptieren und zum Caesar erheben. Als der Kaiser erkannte, dass damit seine Entmachtung eingeleitet werden sollte, trachtete er seinem Vetter Severus Alexander nach dem Leben. So entwickelte sich aus der Rivalität zwischen den beiden Vettern und ihren Müttern ein Kampf auf Leben und Tod, in dem Maesa auf der Seite ihrer jüngeren Tochter stand und eine maßgebliche Rolle spielte. Die Soldaten lehnten Elagabal entschieden ab und wurden überdies mit Geldzuwendungen für Severus Alexander gewonnen. Am 11. März 222 wurden Julia Soaemias und Elagabal von meuternden Soldaten ermordet. Mühelos konnte Severus Alexander die Macht übernehmen und als Kaiser Anerkennung finden. Es zeugt von Maesas taktischem Geschick, dass dieser heikle Machtwechsel glatt verlief, obwohl der neue Kaiser erst dreizehn Jahre alt war, der syrische Einfluss in Rom nach den Erfahrungen mit Elagabal unpopulär war und die Soldaten ohne Weiteres eine Person ihrer eigenen Wahl hätten zum Kaiser ausrufen können.

### Rolle in der Regierungszeit des Severus Alexander
Im Unterschied zu Elagabal erwies sich Severus Alexander als lenkbar. Seiner machtbewussten und durchsetzungsfähigen Mutter war er völlig ergeben. Unklar ist, ob Maesa und Mamaea harmonisch zusammenwirkten oder ob es – wie manche Forscher vermuten – eine Partei Maesas und eine Gegenpartei Mamaeas und einen Machtkampf zwischen ihnen gab. Maesa war damals schon betagt. Wohl um 224/225 ist sie gestorben.

## Rezeption

### Antike
Nach ihrem Tod wurde Maesa im Rahmen des römischen Kaiserkults zur Gottheit erhoben. Zur Erinnerung an ihre Konsekration wurden Münzen geprägt, auf denen sie als Diva Maesa Augusta, also als göttlich bezeichnet wird. Auch inschriftlich ist sie als vergöttlicht bezeugt. Die Tilgung ihres Namens auf einer Inschrift muss unter dem Kaiser Maximinus Thrax (235–238) erfolgt sein, der über ihren Enkel Severus Alexander die damnatio memoriae verhängt hat. Inwieweit sich diese Maßnahme auch auf Alexanders Angehörige erstreckte, ist unklar.
Über Maesa informieren die zeitgenössischen Geschichtsschreiber Cassius Dio und Herodian sowie die spätantike Historia Augusta. Trotz Maesas Verantwortung für die Machtergreifung Elagabals, über den alle Geschichtsschreiber mit Abscheu berichten, wird sie in den Quellen nicht verurteilt, sondern teils neutral, teils mit Respekt geschildert. Cassius Dio spielt Maesas Rolle bei der Erhebung Elagabals herunter. Ein Grund dafür mag der Umstand sein, dass er zur Regierungszeit des Severus Alexander schrieb und die Großmutter des regierenden Kaisers nicht für die Machtergreifung Elagabals verantwortlich machen wollte. Herodian betont Maesas starken Ehrgeiz. Der Verfasser der Historia Augusta folgt weitgehend der Darstellung Herodians, auf den er sich auch wiederholt beruft. Seine Schilderung ist von seiner grundsätzlichen Ablehnung weiblicher Herrschaft geprägt.

### Moderne
In der Forschung galt Maesa früher als eine der Schlüsselfiguren einer verhängnisvollen „Orientalisierung“ zur Zeit der späten Severer. Allerdings waren auch Historiker wie Alfred von Domaszewski, Karl Bihlmeyer und Franz Altheim, die den syrischen Einfluss in der späten Severerzeit sehr kritisch beurteilten, von Maesas politischem Geschick und Durchsetzungsvermögen beeindruckt. Von Domaszewski (1909) beschrieb sie als „kühne und kluge Frau“. Bihlmeyer (1916) hielt ihren „genial durchgeführten Putsch“ gegen Macrinus für einen Schritt, mit dem sie „das Unglaubliche gewagt“ und zustande gebracht habe, denn sie sei eine „Meisterin in der Menschenbehandlung und Intrige“ gewesen. Altheim (1952) urteilte, dass Maesas „Wesen […] der Größe nicht ganz fern steht“. Auch in der neueren Forschung wird ihr Machtwille und Wagemut hervorgehoben. Matthäus Heil charakterisiert sie als skrupellos und zu jedem Wagnis entschlossen.
Die Hypothese einer von den syrischen Frauen bewirkten Orientalisierung wird in der neueren Forschung meist skeptisch betrachtet. Erich Kettenhofen weist auf die Kontinuität der Entwicklung des kaiserzeitlichen Herrscherbegriffs hin. Er stellt fest, ein „Einbruch orientalischer Herrschaftsbegriffe und Kultformen“ unter dem Einfluss der syrischen Frauen sei „nur schwer nachweisbar“. Karl Christ hingegen meint, die „despotische“ Maesa habe dafür gesorgt, dass „die Welt ihrer Heimat, die Welt Emesas“ in Rom Einzug gehalten habe und dort zu weltgeschichtlicher Wirkung gelangt sei. Sie sei „die treibende Kraft in diesem politischen Prozess“ gewesen. Christ betont aber auch, die Frauen des severischen Hauses seien zu Unrecht als „macht- und habgierige orientalische Naturen“ dämonisiert worden. Die Katastrophen seien „nicht infolge eines unzulänglichen Einsatzes der Frauen eingetreten, sondern auf Grund der fehlenden Eignung der männlichen Angehörigen der Dynastie“.
Kettenhofen weist darauf hin, dass die Quellenbasis der gängigen Vorstellung von einer maßgeblichen Rolle Maesas zur Regierungszeit Elagabals schmal ist. Er wendet sich gegen eine Überschätzung ihres Einflusses. Anderer Ansicht ist Robert Lee Cleve. Er sieht in Maesa eine außergewöhnlich fähige Regentin, die das Reich diskret aus dem Hintergrund lenkte.